# 白井胤治
白井 胤治（しらい たねはる、生没年不詳）は、戦国時代の武将、軍師。出家して法名を浄三（じょうさん/じょうみ）と号したために、白井入道浄三という名でも知られている。

## 生涯
出自不明で、一説には利胤・親胤・胤富の千葉氏三代に仕えたとされる。別説では三好三人衆の三好長逸に軍師として雇われ、後に修行のため関東に下ったという。

### 臼井城攻防
永禄8年（1565年）11月、上杉謙信は三国峠を越え関東で越冬。翌2月北条方の小田氏治の領する常陸小田城を陥落させ高城氏の領する下総小金城へ攻め入った後、3月上旬に1万5千の大軍で北条方の原胤貞が治める下総の臼井城を包囲した。謙信はここを拠点に里見氏と連携し、印旛沼や利根川水運を手に入れようと考えていた。
臼井城にはわずか2千の兵しかいなかったという。原胤貞は旧主千葉氏、後北条氏に援軍を依頼した。しかし千葉氏は臼井城ではなく本城である佐倉城を優先し少勢しか援軍を送らなかった。後北条氏も里見氏との戦いの最中であり援軍は松田康郷ら250騎にすぎなかった。上杉兵の波状攻撃により3月20日には濠一重を残すばかりとなり、上杉家重臣・長尾景長は下野足利の千手院へ「落居程有るべからず候」と書簡している。

### 上杉謙信を敗北させる
謙信が臼井城を囲んだ際、白井浄三がたまたま在城していたことが情勢を変えた。
大軍を前にして落城必至の情勢に、原胤貞より指揮を託された浄三は「このたび大敵発向すといえども、さらに恐れるべからず。敵陣の上に立つ気は、いずれも殺気にして囚老にして消える。味方の陣中に立つ軍気はみな律儀に王相に消える間、敵は敗軍疑いなし」（『北条記』）と兵を鼓舞し、兵の士気を高め好機を待った。
3月26日、謙信は総攻撃を命じた。『北条記』は、その言葉を「これほどの小城、何程の事かあるべき。唯一攻めに揉み落とせ」と語ったと記している。対する浄三は、城門を全開にし城兵による総攻撃を命じた。まず原大蔵丞と高城胤辰の先陣が突入し、疲れが見えたところで二陣の平山・酒井が錐で穴を空けるがごとく道を造り、松田康郷と原の家老であった佐久間主水介率いる三陣が敵本営にあとわずかのところにまで迫った。特に三陣の活躍は凄まじく、松田は「赤鬼」の渾名に恥じぬ鬼神の働きであったと伝わる。これにより上杉軍は一旦撤退を余儀なくされる。
翌日、謙信は敵が勢いに乗って攻め込んでくると考え本陣で待ち受けたが、一向に攻め込んでこない。訝しがる謙信に海野隼人正は「本日は千悔日と言い、先に行動を起こすと敗れるという日です。敵城には白井浄三という名軍師がおり、おそらくその指図でしょう」と伝えた。しかし業を煮やした謙信は、逆に先手を打つ出陣を命じた。先鋒の長尾顕長（長尾当長の間違いと思われる）は城の逆茂木を壊し濠を越えて大手門にまで迫ったが、空堀の崖が崩れ落ちて上杉軍の雑兵は下敷きになって圧死した。浄三が進軍を予想して崩したと伝わっているが、『関八州古戦録』の本文には「思いも寄らず」と書いてあることから自然現象だと思われる。これに驚いた謙信は全軍を撤退させようとしたが、それを勝機と見た浄三は城兵に総攻撃を命じた。崩れる上杉の軍勢を北条長国や新発田治長が良くつなぎ止め撤退戦を行ったが、多数の戦死者が出て、後北条方の古河公方足利義氏は上杉軍の死傷者は5千人以上と語っている。謙信の恥となる大惨敗のためか『謙信公御年譜』（謙信の伝記）にこの城攻めは記録されていない。

### 伝承
浄三のその後は不明である。軍記物には度々名が上がるが、史料としては確認されない。

慶長16年（1611年）、徳川家康が豊臣秀頼との会見を望んだ際、淀殿は会見の正否を白井龍珀という軍師に占わせた。軍師は「否」との結果を出したが家老の片桐且元が会見を行うべきとの結論に書き換えてしまった。秀頼と会見した家康は、りっぱな武将に成長した秀頼を恐れ豊臣をつぶすことを決意したという。浄三は後に豊臣家に仕えたという伝承があり、竜伯はその子孫の可能性がある。

## 関連作品
- 簑輪諒『最低の軍師』（祥伝社文庫、2017年）